# 清川徹
清川 徹（きよかわ とおる、1948年11月15日 - ）は、NHKの元チーフアナウンサー。

## 人物
広島市立舟入高等学校を経て中央大学法学部卒業後、1971年入局。北は北海道から南は沖縄まで全国各地で勤務。趣味はゴルフ、映画鑑賞。定年後も広島放送局の番組に出演していたが、2021年3月限りで退職した。

## 過去の担当番組
- FMリクエストアワー（岡山局）
- 千葉夕べのひととき[1]
- 千葉リクエストスタジオ[1]
- 630沖縄
- 小さな旅（1988年4月 - 1992年3月）
- ひるまえワイド（キャスター）

※2006年度は山田一穂と、2007年度は堀口典子とそれぞれペアを組み、隔週交替で出演。
- 広島発中国地方ラジオ深夜便（不定期）

※2007年度。東京発の全国放送を中国5県に限り差し替え、地域限定の形で放送することがあり、そのときアンカーを務める。
- ひろもり（2008年4月4日 - 2014年3月20日、メインキャスター）
- 広島県・中国地方のラジオニュース（祝日を除く月曜日、水曜日、金曜日9時 - 16時頃）